# Ossi Reichertová
Rosa „Ossi“ Reichertová (25. prosince 1925, Gunzesried – 16. července 2006, Gunzesried) byla německá alpská lyžařka.
Na olympijských hrách v Cortině d'Ampezzo roku 1956 vyhrála závod v obřím slalomu. Šlo o první německou zlatou olympijskou medaili po druhé světové válce. Čtyři roky předtím na hrách v Oslu roku 1952 získala stříbrnou medaili v závodě slalomu. Jejím nejlepším výsledkem na mistrovství světa (pomineme-li olympijské hry, jež byly tehdy za světový šampionát rovněž považovány) bylo šesté místo ve slalomu z roku 1954. Má též tři německé tituly z roku 1956, ze slalomu, obřího slalomu a kombinace. V tom samém roce ukončila závodní kariéru a převzala vedení hotelu svých rodičů Allgäuer Berghof v rodném městě.